# 東宮御所
東宮御所（とうぐうごしょ）は、日本における次期天皇・皇太子の御所。皇太子の異称が「東宮」であるところから、こう称される。
直近の東宮御所は、東京都港区元赤坂の赤坂御用地に、皇太子徳仁親王とその家族の住まいとして、2019年（平成31年）4月30日まで所在した。
1989年（平成元年）1月から1993年（平成5年）12月と、2019年（令和元年）5月から2021年（令和3年）9月、いずれも新天皇一家が即位後も引き続き東宮御所を住まいとしたため、赤坂の東宮御所は一時的に「赤坂御所（あかさかごしょ）」と改称された。なお、第126代天皇徳仁には皇位継承権を有する皇子がいないため、2019年（令和元年）5月1日以降、皇太子は空位となり、東宮御所は設けられていない。

## 概要
東宮とは皇宮から見て東方に位置する宮であり、東は五行説で春に相当するため「春宮」（とうぐう／はるのみや）とも記され、易では長子を意味する震卦にあたることから、皇太子の居所とされた。さらに皇太子の家政機関として律令で春宮坊（とうぐうぼう）が定められていた。『職原抄述解』によると東宮は御座所を、春宮は官舎を呼んだもので、唐に皇太子付きの左春坊、右春坊という役所があったためそれに倣って春宮坊と呼んだものが、のちに混用されて皇太子自身を東宮とも春宮ともいうようになり、居所としての東宮は東宮御所と呼ばれるようになった。
東宮御所には古くは内裏内の昭陽舎（梨壺）を充てていたが、鎌倉時代以後は小御所で儀式を行うのが慣例であった。東京奠都後は、天皇の御所とは別の場所に東宮御所が充てられるようになった。
もともとは御料地などとともに皇室財産であった東宮御所であるが、第二次世界大戦敗戦と日本国憲法の施行後には日本国政府の所有に移され、あくまで「国有財産たる皇室用財産」として皇室の用に供せられている。

## 現在の東宮御所
皇室典範特例法に基づき、2019年（平成31年）4月30日に第125代天皇明仁が退位し上皇となり、翌（令和元年）5月1日に皇太子徳仁親王が第126代天皇に即位したことに伴い皇太子が空位となった。これ以降「東宮御所」は、少なくとも皇嗣となった秋篠宮文仁親王が即位するまでは存在しない（文仁親王が第127代天皇に即位した時、その皇子たる悠仁親王が立太子する）予定である。
実質的な東宮御所の機能は、皇嗣となった文仁親王、皇嗣妃となった同妃紀子、次女の佳子内親王、長男の悠仁親王の邸宅である秋篠宮邸（増改築工事中）と赤坂東邸を一体化して担わせる。

## 歴史上の東宮御所

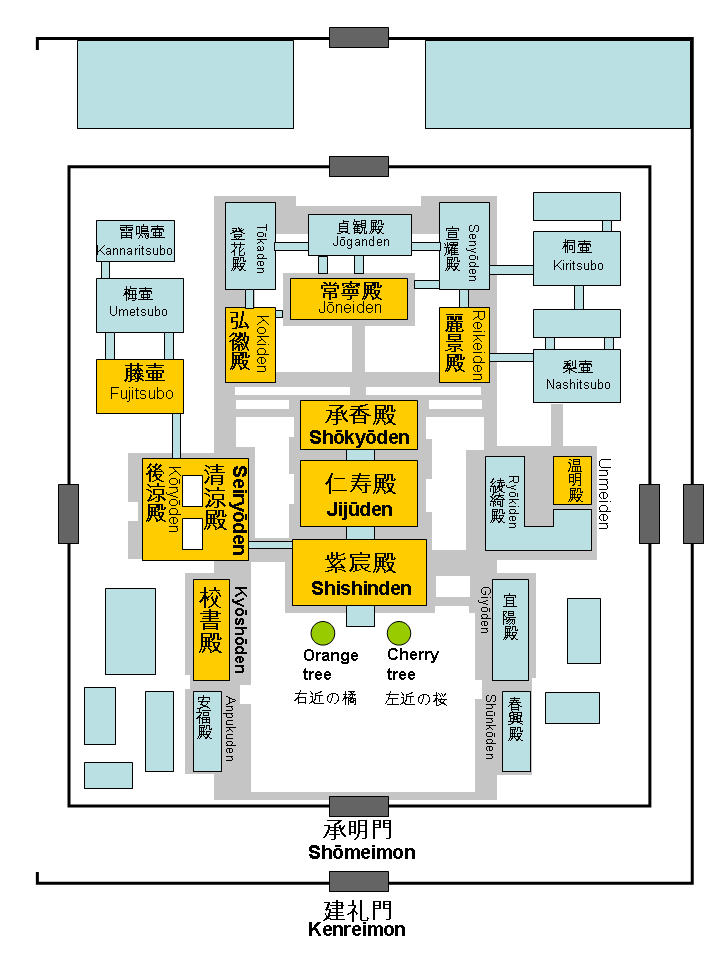
平安京内裏図。「梨壺」とあるのが内裏の東宮御所（昭陽舎）

### 平安京内裏昭陽舎
平安京では、もともとは内裏の東にある雅院（東雅院・西雅院）が東宮御所とされていたが、10世紀初めより内裏内に居住するようになった。とりわけ昭陽舎が東宮御所に用いられることが多かった。

### 朝仁親王 東宮御所
天和3年（1683年）に皇太子となった朝仁親王（のちの東山天皇）は、貞享3年（1686年）に天皇の御所とは別に東宮御所を構えた。
それは現在の京都御苑内の京都仙洞御所の地にほぼ該当する。

### 京都御所御花御殿

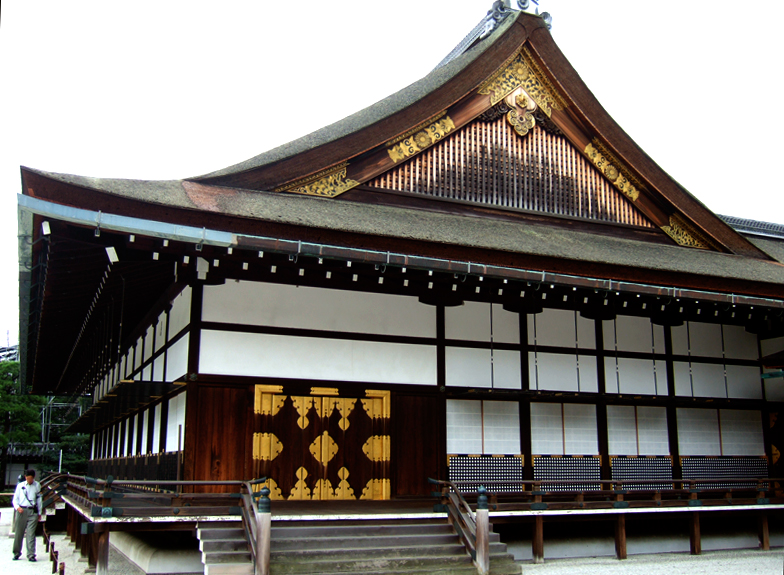
京都御所の小御所（昭陽舎代）

以後、東宮の独立した御所は置かれず京都御所の御花御殿等という東宮御殿に居住された。
現在も安政度造営の京都御所に皇太子御殿として御花御殿と御新建が現存し明治天皇が皇太子時代に践祚までの期間、日々の生活の場とされた。
また、東宮の儀式は小御所等で行われ、昭陽舎代と呼ばれた。

### 元赤坂東宮御所

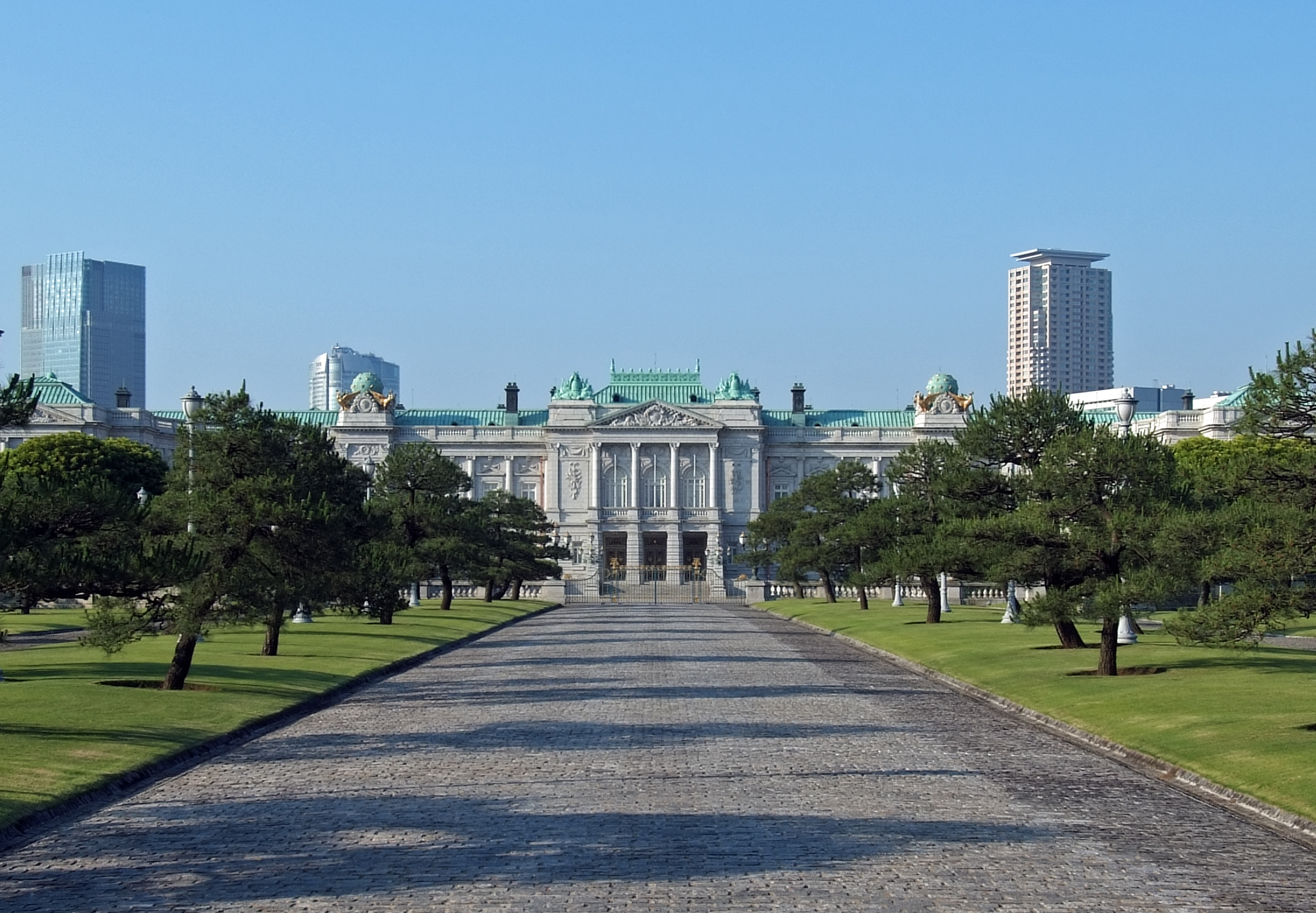
元赤坂旧東宮御所（現：迎賓館）

明治時代の皇太子だった明宮嘉仁親王の東宮御所として旧紀州徳川家中屋敷の敷地に建設され、現在の東宮御所と区別するため旧東宮御所とも呼ばれる。
1899年（明治32年）に造営が始まり、10年後の1909年（明治42年）に完成した。片山東熊が設計した日本で最初の宮殿建築で、唯一のネオ・バロック建築様式である。
昭和戦前は離宮（赤坂離宮）で、皇族の集会施設、満洲国皇帝溥儀ら国賓の宿舎でも用いられた。戦後は1948年（昭和23年）から1961年（昭和36年）まで国立国会図書館の一部、1961年（昭和36年）から1965年（昭和40年）まで東京五輪組織委員会事務局で使用され、大幅な改修工事を経て1974年（昭和49年）から迎賓館となるなど、現在まで度々補修を行っている。
2009年（平成21年）12月8日、旧東宮御所（迎賓館赤坂離宮）として、明治以降の文化財では初の国宝に指定された。

### 高輪東宮御所

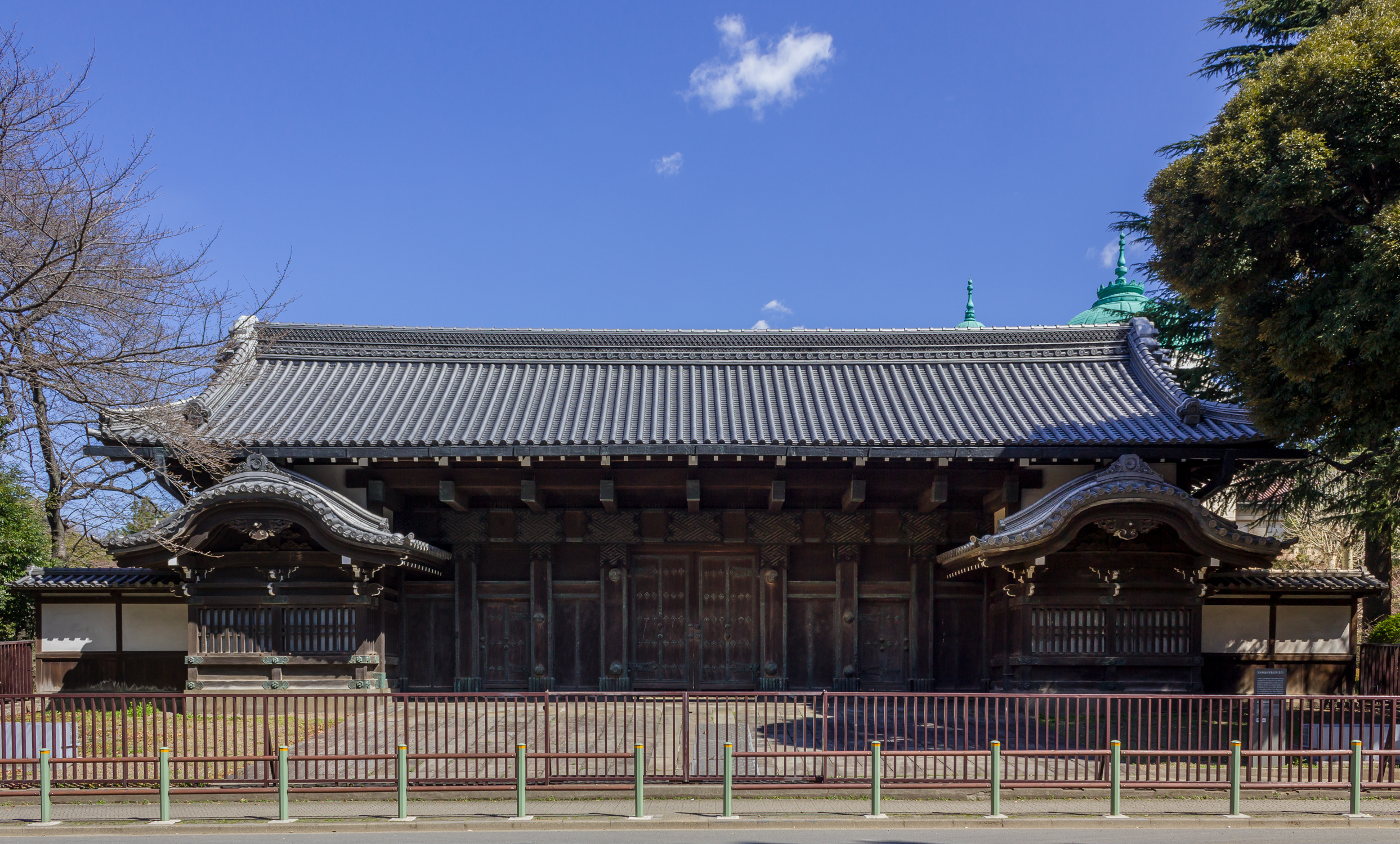
高輪東宮御所表門（旧因州池田屋敷表門）

大正期に皇太子であった迪宮裕仁親王は港区の高輪御殿を東宮御所とし、結婚後は赤坂離宮に移った。
高輪東宮御所は、高松宮邸を経て、現在は高輪皇族邸となっており、2019年（令和元年）～2022年（令和4年）の仙洞仮御所を経て、従来、赤坂東邸（秋篠宮皇嗣邸増設部として改修中）が担ってきた皇族の共用殿邸とする方針が示されている。
表門は東京国立博物館敷地内に移築され現存する。

### 明仁親王の東宮仮御所
昭和期に皇太子であった継宮明仁親王は宮城内の明治宮殿皇子御殿から、現在の迎賓館和風別館遊心亭の位置に、宮内省内匠寮が設計し1936年（昭和11年）12月、竣工した和洋風平屋建ての東宮仮御所に移った。明仁親王は翌1937年（昭和12年）3月から1943年（昭和18年）1月まで居住。この東宮仮御所は1945年（昭和20年）5月の空襲で焼失した。
明仁親王は疎開先の奥日光から帰京し、1946年（昭和21年）5月、小金井市に移設された学習院中等科のそばに急造された東宮御仮寓所に移り住んだ。この東宮御仮寓所は1949年（昭和24年）12月、火災で焼失した。
明仁親王は1949年（昭和24年）12月から、渋谷区の常磐松御用邸（旧東伏見宮邸）を東宮仮御所とした。この東宮仮御所は、1964年（昭和39年）9月から常陸宮邸となり、1977年（昭和52年）、現行殿邸に改築された。

### 赤坂東宮御所
皇太子明仁親王同妃美智子の住まいとして、1930年（昭和5年）に竣工し1945年に焼失した貞明皇后の大宮御所跡地に建設され、総工費2億2300万円で、1960年（昭和35年）4月に竣工した。
2015年（平成27年）時点では、72部屋（公室部分12、事務棟38室、奥私室22）ある。
谷口吉郎の設計による鉄筋コンクリート地上2階、地下1階建てで、御座所棟と事務棟に分かれる。御座所は、日月の間・檜の間・鶴溜・もみじの間・黒柿の間・黒林の間・塩地の間などがあり、御座所は更に表公室（大小応接室・進講室・レセプション用の大食堂・事務室・書庫など）と奥私室（談話室・居間・食堂・妃用のキッチン・予備室・応接室・寝室・着替え室・御化粧室・地下厨房）に分かれる。御座所棟と事務棟は渡り廊下でつながれており、事務棟1階（護衛室・電池室・応接室・事務主管室・事務宿直室・事務室など）と事務室2階（侍医室・東宮大夫室・侍従長室・侍従寝室・侍従室・応接室・女官室・女官長室・女官寝室など）がある。
1989年（昭和64年）1月7日、昭和天皇が崩御し明仁が践祚（即位）するが、その後も当地に住み続けたため、「御所」（赤坂御所）と改称された。1993年（平成5年）12月に吹上御苑内に新築された御所に天皇明仁・皇后美智子と紀宮清子内親王が移居した後は皇太子徳仁親王が居住したため、再び東宮御所となった。

#### 改修工事
1978年（昭和53年）9月、皇子女の成長に伴い増築工事が行われた。総工費2億2000万円で、1977年（昭和52年）7月に着工。私室棟の東側に平屋建て一部二階建てにされ、皇子室（一階に3室）、進講室（3室）、和室、職員室（2室）、納戸などが新たに設けられた。
1993年（平成5年）5月から、1994年（平成6年）7月まで、皇太子徳仁親王と同妃雅子の結婚に伴い、日本庭園の建設と洋風内装の工事を施す。着工費は3億800万円。竣工後、皇太子同妃は東宮仮御所（赤坂東邸）から移居。
さらに、1997年（平成9年）には、バリアフリー化、公室棟改修（耐震補強工事・車椅子用リフト設置等）のため、改修が行われた。工費は5億8000万円。
2001年（平成13年）8月、皇太子妃雅子の懐妊に伴い、子供部屋関係改修工事が行われた。紀宮清子内親王（現：黒田清子）の元居室を耐熱性のあるコルクタイルに変え、壁にはリノリウムを使用、天井・壁ともクリーム色に塗り替えた。また、部屋を仕切って新たに看護師控室も設けられ、空調も交換。総工費は約3000万円。
部分的な改修工事は行われてきたが、竣工から半世紀経過しており、老朽化が著しいため、2008年（平成20年）8月より1年間、私室と事務棟の配管の交換や内装の張り替えなどの改修工事が行われた。併せて、2009年（平成21年）5月、事務棟の屋根に太陽光発電用のソーラーパネルを設置しトイレにLED照明を設置するなどのエコロジーを考慮した改修も行われた。総工費は約10億円。皇太子一家は工期中、再び赤坂東邸を東宮仮御所とし、2019年（令和元年）5月の徳仁親王即位後は、東宮御所を再び「赤坂御所」と改称した。

#### 仙洞御所
2021年（令和3年）9月、天皇徳仁・皇后雅子・敬宮愛子内親王が皇居内の御所に移居し、上皇明仁・上皇后美智子の仙洞御所として使用するため、バリアフリー化等の工事が行われた。私室部分にはエレベーター1基や手すり、スロープが新設されたほか、上皇明仁のライフワークである魚類研究のための部屋も設けられた。総工費は約6億4000万円。工期中、上皇上皇后は高輪皇族邸を仙洞仮御所とした。2022年（令和4年）4月、上皇上皇后は、おおむね改修工事を終えた仙洞御所に遷御した。

### 徳仁親王の東宮仮御所
平成期に皇太子であった浩宮徳仁親王は1991年（平成3年）から1994年（平成6年）まで、赤坂御用地内の皇族共用殿邸・赤坂東邸（あかさかひがしてい）を東宮仮御所とした。赤坂東邸は2008年（平成20）～2009年（平成21年）も東宮仮御所となった。